# Atomic Energy of Canada Limited
Atomic Energy of Canada Limited (AECL) є федеральною корпорацією Канади та найбільшою ядерною науково-технологічною лабораторією Канади. AECL розробила технологію реактора CANDU, починаючи з 1950-х років, і в жовтні 2011 року ліцензувала цю технологію Candu Energy (дочірня компанія SNC-Lavalin, що повністю належить).
Сьогодні AECL розробляє мирні програми від ядерних технологій через досвід у фізиці, металургії, хімії, біології та інженерії. Діяльність AECL варіюється від досліджень і розробок, проектування та проектування до розробки спеціалізованих технологій, управління відходами та виведення з експлуатації. AECL співпрацює з канадськими університетами, іншими канадськими урядовими та приватними науково-дослідними агентствами (включаючи Candu Energy), різними національними лабораторіями за межами Канади та міжнародними агентствами, такими як МАГАТЕ.
AECL описує свою мету як забезпечення того, щоб «канадці та весь світ отримували енергію, здоров’я, навколишнє середовище та економічні вигоди від ядерної науки та технологій – з упевненістю, що ядерна безпека та безпека забезпечені».
До жовтня 2011 року AECL також була постачальником технології CANDU, яку вона експортувала по всьому світу. Протягом 1960-х-2000-х років AECL продавала та будувала заводи CANDU в Індії, Південній Кореї, Аргентині, Румунії та Китайській Народній Республіці . Вона є членом торгової групи Всесвітньої ядерної асоціації .
Крім того, AECL виробляє радіоізотопи ядерної медицини для постачання Nordion в Оттаві, Онтаріо, і є найбільшим у світі постачальником молібдену-99 для діагностичних тестів і кобальту-60 для лікування раку.
AECL фінансується за рахунок поєднання асигнувань федерального уряду та комерційних доходів. У 2009 році AECL отримала $ 651канадський долар (еквівалентно $805,78 у 2021 році) мільйон федеральної підтримки.